# 双福寺
双福寺，蒙古语称为“特古斯巴雅斯古楞图苏莫”，位于中国内蒙古自治区通辽市科尔沁左翼后旗阿古拉镇阿古拉嘎查，是一座藏传佛教格鲁派寺院。

## 简介
清朝康熙十九年（1680年），科尔沁左翼后旗扎萨克郡王布达礼从清朝朝廷接受了30张度牒，兴建了三间小庙。康熙三十一年（1692年），因原来的寺庙十分破旧，故在双和尔山西侧兴建了一座四方大庙。雍正十二年（1734年），在双和尔山山顶兴建了一座佛塔。乾隆元年（1736年），双和尔山西侧的四方大庙迁至双和尔山南麓。新建成的庙有正殿、东西配殿、后殿。寺院正面有山门，院中有钟楼、鼓楼、四大天王庙。乾隆二十三年（1758年），庙宇开始扩建，翌年完工。嘉庆六年（1801年），兴建了却伊喇仓。光绪十四年（1888年），重建了大殿。光绪二十四年（1898年），兴建了洞阔尔喇仓。双福寺的呼图克图共转五世。鼎盛时期，该寺喇嘛1000多人。
文化大革命期间，双福寺受到毁灭性破坏，仅剩山顶的白塔。2000年代末，当地政府准备复建双福寺。